# Хосе Ору
Хосе Ору (ісп. José María Orúe, 17 березня 1931, Більбао — 30 червня 2007, Більбао) — іспанський футболіст, що грав на позиції захисника.
Виступав за клуб «Атлетік Більбао», а також національну збірну Іспанії. Чемпіон Іспанії та чотириразовий володар Кубка Іспанії з футболу.

## Клубна кар'єра
Народився 17 березня 1931 року в місті Більбао. Захоплений футболом Хосе Ору, як і більшість тодішніх баскських хлопчаків, ганяв м'яча у дворі та своєму районі, а згодом вже грав за місцеву католицьку команду «Acción Católica de Zorroza». На одному з католицьких турнірів юнака запримітили гравці місцевої команди «Acero Club de Olabeaga» і запросили до своїх лав. Граючи в першості Біскаї за аматорську команду, Хосе Ору набирався досвіду та впевненості, і згодом його пригледіли тренери головної команди Біскаї та запросили до футбольної школи/кантери клубу «Атлетік Більбао».
Одразу ж пробитися до основної команди юнак не зміг, тож йому довелося пограти в оренді за місцеві клуби. Відтак у дорослому футболі він дебютував 1949 року, виступаючи за команду клубу «Депортіво Гечо», в якій провів один сезон. Наступного року він повернувся до рідної команди й провів лише одну гру і знову в наступному році, 1951, був відданий в оренду до «Баракальдо».
1952 рік він вчергове повертається до «Атлетік Більбао», щоби врешті-решт закріпитися в основній обоймі гравців і відіграти 16 сезонів.  Більшість часу, проведеного у складі «Атлетика», був основним гравцем захисту команди. За цей час виборов титул чемпіона Іспанії та чотири рази здобував Кубок Іспанії, загалом зігравши 481 гру та забивши лише одного гола, у матчі з «Алавесом» в 1956 році. Завершив професійну кар'єру футболіста виступами за команду «Атлетик» у 1968 році.
«Хосе Мари завжди був лидером в «Атлетіку». Він був відмінним гравцем: швидким, уважним, дисциплінованим, дуже важким для подолання і, крім того, виборював м'яч з майже неможливою чистотою. Але, перш за все, це був приклад в людському плані, один з тих людей, які завжди готові допомогти іншим. Я пам'ятаю, як в перший раз увійшов в роздягальню «Атлетика». Як тільки я ввійшов, я відчув магію його присутності, що це означало для клубу: коли ми обговорювали щось між нами, коли ми повинні були прийняти яке-небудь важливе рішення, ми всі оглядалися на нього, щоб побачити, що він скаже. Він був не дуже балакучою людиною, і не хотів займати видне місце в розмовах, але коли він вже щось говорив, ми всі замовкали і уважно слухали. Ось чому його так любили. Це величезна втрата для Атлетика» - посмертна епітафія-спомин його одноклубника, воротаря Хосе Анхеля Ірибара.
Помер 30 червня 2007 року на 77-му році життя у місті Більбао.

## Виступи за збірну
8 листопада 1953 року дебютував в офіційних матчах у складі національної збірної Іспанії у грі зі збірною Швеції (рахунок 2:2). Протягом кар'єри, яка тривала 5 років, провів у формі головної команди країни 3 матчі, зігравши супроти команд Швеції, Голандії та Швейцарії.

## Титули і досягнення
- Чемпіон Іспанії (1):

«Атлетік Більбао»:  1955-1956
- Володар Кубка Іспанії з футболу (3):

«Атлетік Більбао»:  1950, 1955, 1956, 1958